# Tjorven Bellmann

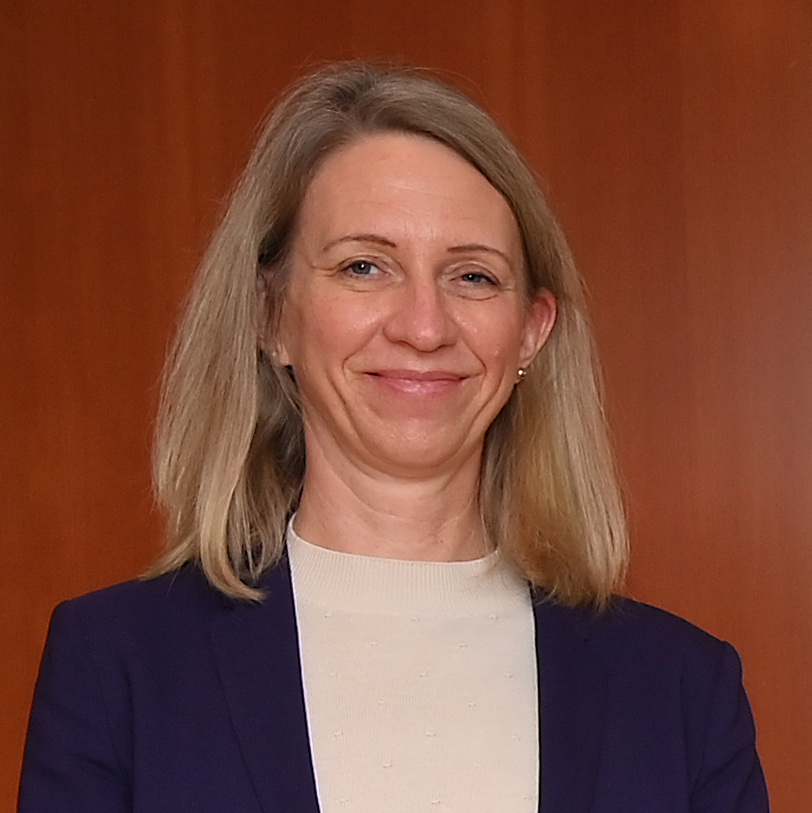
Tjorven Bellmann (2022)

Tjorven Bellmann (* 1972) ist eine deutsche politische Beamtin und Diplomatin. Von 2022 bis 2024 war Bellmann Politische Direktorin im Auswärtigen Amt. Seit 2024 ist sie, gemeinsam mit ihrem Ehemann Matthias Lüttenberg, Botschafterin in Kanada.

## Leben
Tjorven Bellmann hat Islamwissenschaft, Geschichte und Europäische Politikwissenschaft an der Universität Hamburg, sowie in Damaskus und am College of Europe Brügge studiert. Bellmann absolvierte unter anderem Praktika beim Orient-Institut in Beirut und dem Lebanon Field Office der UNRWA. Von 2000 bis 2002 war sie als „Junior Professional“ in der Delegation der Europäischen Kommission in Israel in Tel Aviv tätig.
Bellmann ist mit dem Diplomaten Matthias Lüttenberg verheiratet und hat drei Kinder.

## Laufbahn
Im Jahr 2003 trat Bellmann als Teil der 58. Crew in den deutschen Auswärtigen Dienst ein. Zunächst war sie als Presse- und Politikreferentin an der Deutschen Botschaft in Teheran tätig. Danach arbeitete sie in der Presseabteilung des Auswärtigen Amts in Berlin und als Pressesprecherin und politische Referentin an der Deutschen Botschaft in Tel Aviv. Seit 2013 war sie in verschiedenen Funktionen im Bereich der Sicherheitspolitik tätig und leitete seit Juli 2017 das Referat Sicherheitspolitik und NATO.

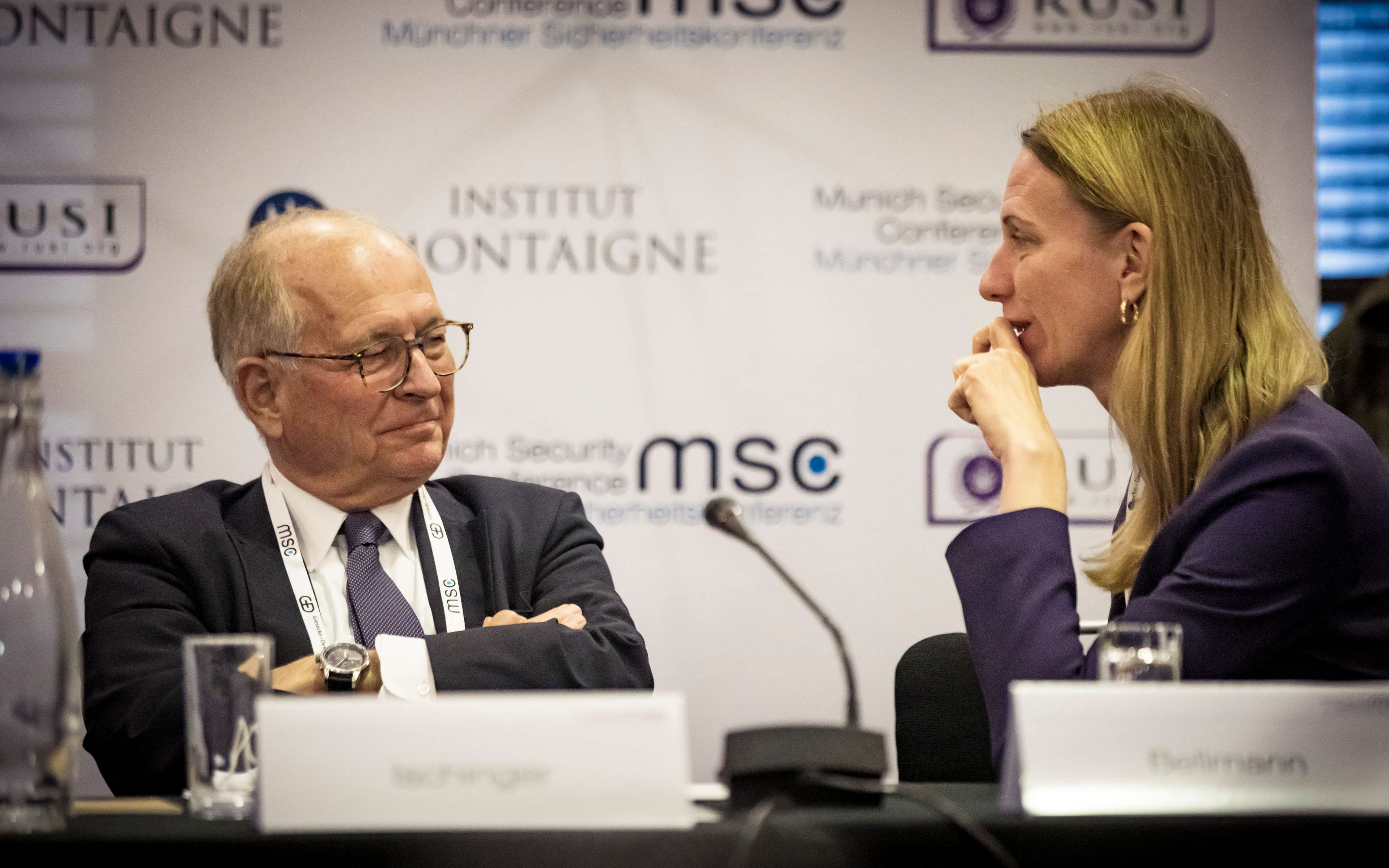
Bellmann (rechts) zusammen mit Wolfgang Ischinger (2019)

Im September 2019 wurde sie kommissarische Beauftragte für Sicherheitspolitik des Auswärtigen Amts, bis sie im Mai 2020 zur Beauftragten für Sicherheitspolitik aufstieg. Ab Januar 2021 war sie innerhalb ihrer Unterabteilung 2-B-1 auch für die bilateralen Beziehungen mit dem Vereinigten Königreich, Nordamerika und den EFTA-Staaten zuständig.
Im Januar 2022 ernannte Bundesministerin Annalena Baerbock Bellmann zur Politischen Direktorin im Range einer Ministerialdirektorin. Bellmann leitete in dieser Funktion die Politische Abteilung des Auswärtigen Amtes, die die deutsche Außenpolitik innerhalb der Gemeinsamen Außen- und Sicherheitspolitik der EU sowie die Beziehungen zu Nordamerika, Osteuropa und Zentralasien koordiniert. Sie war damit eine der engsten Beraterinnen Baerbocks. Im Sommer 2024 wurde sie in diesem Amt von Günter Sautter abgelöst.
Im Sommer 2024 trat sie gemeinsam mit ihrem Mann Matthias Lüttenberg – jeweils abwechselnd für acht Monate – den Posten des Botschafters an der Deutschen Botschaft Ottawa (Kanada) an.